# ATMOS 2000
ATMOS 2000 (Autonomous Truck MOunted howitzer System) je izraelská 155mm samohybná houfnice vyvinutá izraelskou společností Soltam Systems z její vlastní iniciativy, přičemž cílem byl původně především export. O houfnici se veřejnost poprvé dozvěděla v roce 1999.

## Design
Systém je vybaven houfnicí ráže 155 mm délky 52 násobků její hlavně, nabízen je však i s hlavněmi o délce 39 a 45 násobků hlavně. Na přání zákazníka mohou být ATMOS 2000 155 mm vybaveny ruským 130mm kanónem M-46.
Dělostřelecký systém váží 22 000 kg. Tento systém lze přepravit v transportním letadle C-130 Hercules.
ATMOS se může pochlubit maximálním dostřelem 41 km pomocí střely ERFB-BB s rozšířeným dosahem. Dostřel s použitím vysoce výbušné munice NATO L15 je 30 km. ATMOS může používat starší standardní vysoce explozivní projektil M107 a má dostřel 22 km. Palebný průměr činí 27 kusů munice. Díky nabíjecímu systému dosahuje rychlosti palby 4–9 ran v minutě. Příprava k nasazení do prvního výstřelu zabere přibližně jednu a půl minuty.
Pro první houfnice byl jako podvozek vybrán Tatra 6x6.
Světlá výška je 0,4 m, vozidlo dokáže překonat 0,9 m příkopy a může se brodit vodou o hloubce 1,40 m.

## Varianty
- ATROM – rumunská verze na domácím podvozku ROMAN 26.360 DFAEG 6x6, vyrobeny 3 prototypy
- AHS Kryl – polská licenční verze, vyrábí ji společnost Huta Stalowa Wola

## Uživatelé
- Ázerbájdžán – 6 systémů
- Botswana – 5 kusů
- Filipíny – objednáno 12 kusů, měly by být dodány do roku 2022
- Izrael – v roce 2017 byl ATMOS vybrán jako náhrada za M109
- Thajsko – 18 systémů
- Uganda – 6 houfnic

### Budoucí uživatelé
- Kolumbie – V lednu 2023 kolumbijská armáda oznámila zakázku na 18 houfnic ATMOS 2000, ačkoliv původně zvažovala koupi francouzského systému CAESAR.[3]